# Cerithium vulgatum
Cerithium vulgatum là một loài ốc biển, là động vật thân mềm chân bụng sống ở biển thuộc họ Cerithiidae.

## Miêu tả
This loài is distributed ở vùng biển châu Âu và in Địa Trung Hải.

## Hình ảnh

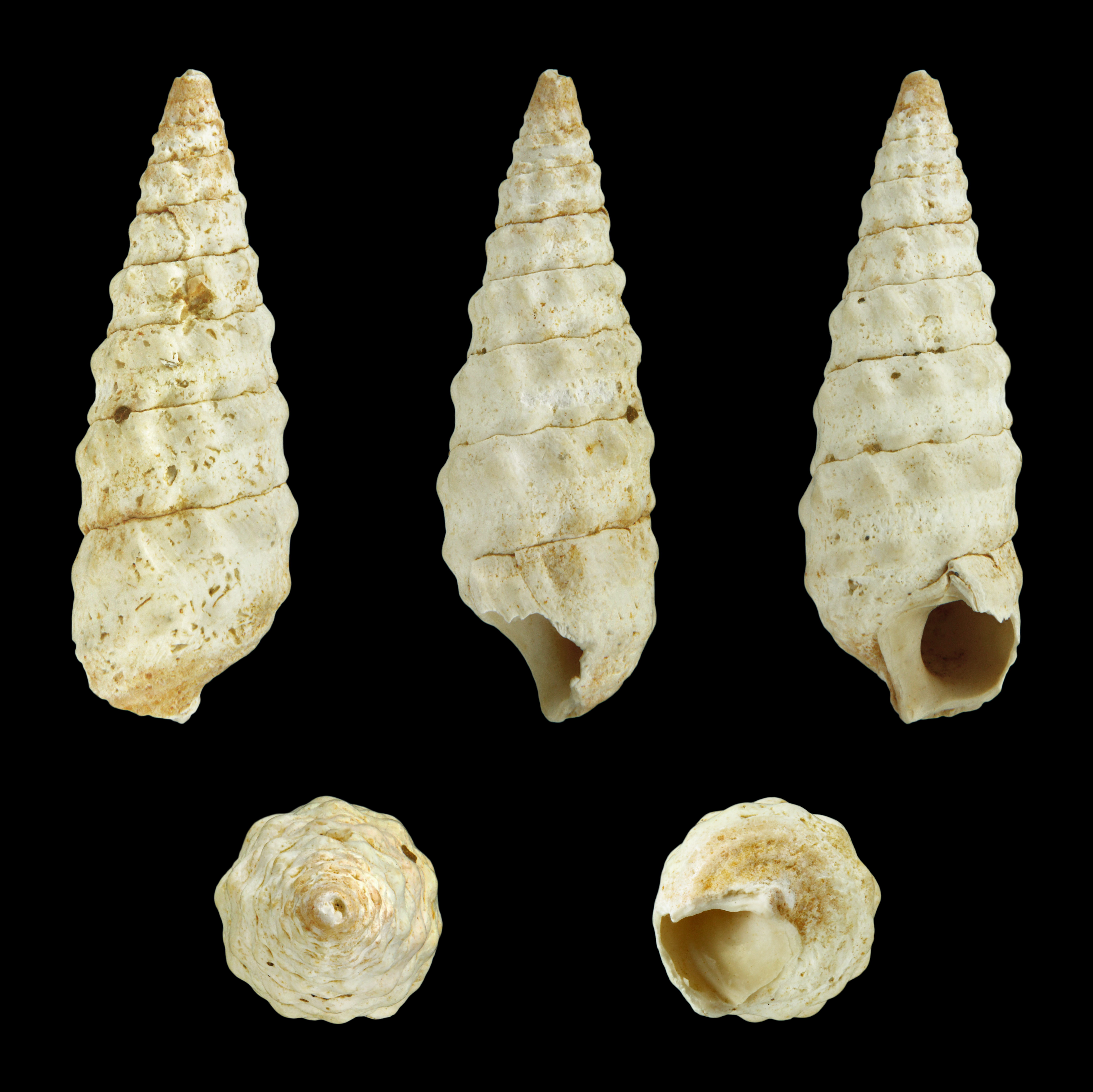
Cerithium vulgatum ssp. europaeum